# 母語 (格魯吉亞讀物)

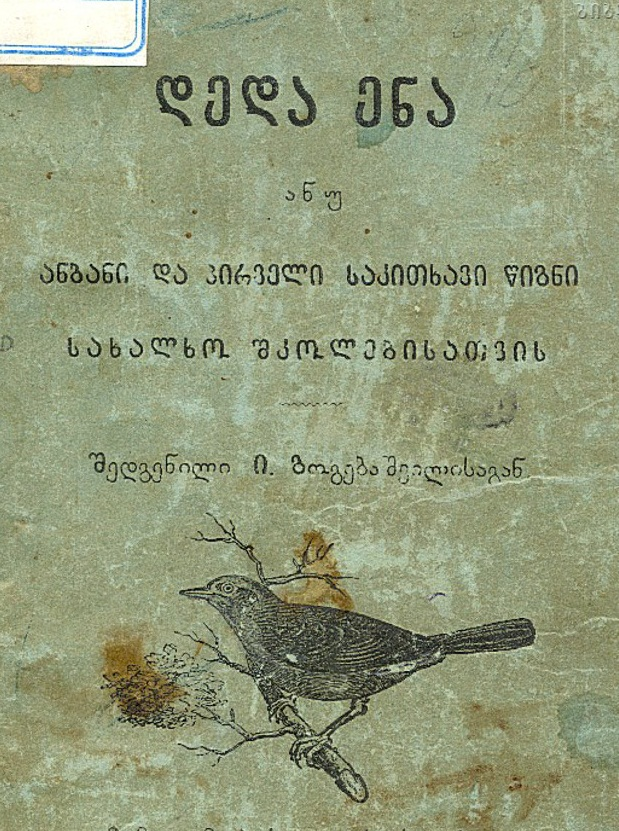
《母語》，1876年版封面

《母語》（羅馬化：Deda Ena）是一本格魯吉亞語兒童初級讀物，由帝俄時期格魯吉亞教育家雅各‧戈格巴什維利於1865年編寫和出版。一百五十多年來，這本書一直被用來在學校教授喬治亞字母和閱讀。2013年，該書被列入格魯吉亞非物質文化遺產名錄。